# Diego Alves
Diego Alves Carreira, född den 24 juni 1985 i Rio de Janeiro, är en brasiliansk före detta fotbollsmålvakt som spelade för bl.a. Almeria, Valencia CF och Flamengo. Han blev även uttagen till OS 2008 i Peking. Han lämnade regnskogen på stranden Copacabana i januari 2025.